# Тасман (ледник)
Тасман е най-големият глетчер в Нова Зеландия. Той се намира на Южния остров.

## География
Тасман със своите 27 километра (17 мили) дължина е най-дългият глетчер на острова. Той е разположен в планината Аораки (известна още като планина Кук).